# Ihosy
Ihosy è un comune urbano (firaisana) del Madagascar centro-meridionale (Provincia di Fianarantsoa), che sorge sulle rive dell'omonimo fiume. A sud di Ihosy si estende l'altopiano dell'Orombe. È capoluogo della regione di Ihorombe e del distretto di Ihosy e dista 616 km dalla capitale Antananarivo.
Ha una popolazione di 18 205 abitanti (stima 2005 ), dal 1967 è sede vescovile.

## Storia
La città è stata fondata nel 1848 dai Merina anche se attualmente è diventato il principale centro dei Bara.

## Infrastrutture e trasporti
La strada statale RN 13 è una pista sterrata che collega Ihosy a Tolagnaro.
La città è sede di un aeroporto (codice aeroportuale IATA: IHO)  dal quale partono collegamenti con le città di Fianarantsoa e Toliara.
Da Ihosy si possono raggiungere il parco nazionale dell'Isalo e il parco nazionale di Andringitra.